# Isopogon fletcheri
Isopogon fletcheri — кустарник, вид рода Изопогон (Isopogon) семейства Протейные (Proteaceae), эндемик Голубых гор в Новом Южномй Уэльсе (Австралия). Ветвистый кустарник с узкими яйцевидными или узкими копьевидными листьями и верхушечными или яйцевидными цветочными головками желтоватых или кремово-зелёных цветков.

## Ботаническое описание

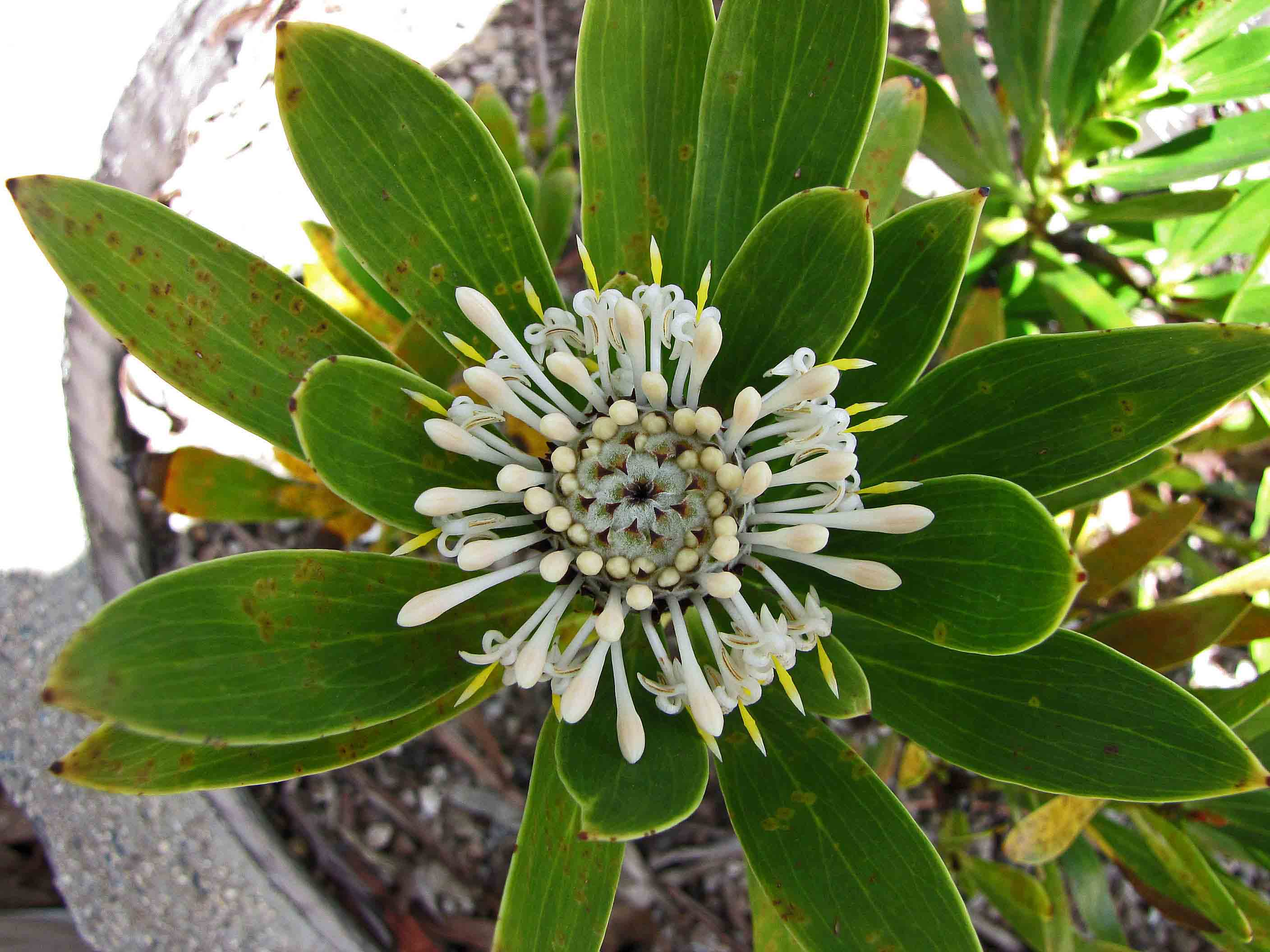
Соцветие и прицветники Isopogon fletcheri. Австралийский национальный ботанический сад (Канберра)

Isopogon fletcheri — прямостоячий кустарник, который обычно вырастает до 1-1,5 м в высоту и имеет гладкие красновато-коричневые ветки. Листья от узких яйцевидных до узких копьевидных или линейных с более узким концом у основания, 40-120 мм в длину и 5-20 мм в ширину и более или менее сидячие. Цветки расположены в виде верхушечных или яйцевидных сидячих соцветий — цветочных головок — диаметром 20-25 мм с перекрывающимися яйцевидными обволакивающими прицветниками у основания соцветия. Цветки около 15 мм в длину, от желтоватого до кремово-зелёного цвета, гладкие. Цветение происходит с сентября по ноябрь. Плод представляет собой опушённый овальный орех длиной 2-3 мм, сросшийся с другими в более или менее сферический конус диаметром до 20 мм.

## Таксономия
Впервые этот вид был описан в 1894 году Фердинандом фон Мюллером в серии Proceedings of the Linnean Society of New South Wales из образцов, собранных Джозефом Джеймсом Флетчером в Блэкхите в окрестностях долины Гроуз. Видовое название — в честь австралийского биолога Джозефа Джеймса Флетчера (1850—1926), собравшего гербарный образец.

## Распространение и местообитание
I. fletcheri — эндемик Австралии. Растёт в лесу в зоне водопадов возле песчаниковых скал в нескольких местах недалеко от Блэкхита в Новом Южном Уэльсе.

## Охранный статус
Этот изопогон классифицируется как «уязвимый» в соответствии с Законом правительства Австралии об охране окружающей среды и сохранении биоразнообразия 1999 года и Законом правительства Нового Южного Уэльса о сохранении биоразнообразия 2016 года. Основные угрозы для вида включают небольшой размер популяции, ограниченное распространение, болезни, вызываемые Phytophthora cinnamomi, беспокойство из-за туристов и скалолазов, а также распространение сорных растений. Международный союз охраны природы также классифицирует природоохранный статус вида как «уязвимый».

## Культивирование
Это морозостойкий вид, который выращивается на хорошо дренированной почве с использованием низкофосфорных удобрений.